# Gabriel Markus
Pour les articles homonymes, voir Markus.
Gabriel Markus, né le 31 mars 1970 à Buenos Aires, est un joueur et entraîneur de tennis argentin.

## Carrière
Il a remporté un titre en simple en 1992 à l'Open de Nice en battant en finale Javier Sánchez et a atteint une autre finale en simple à Birmingham en 1994 où il s'est incliné face à Jason Stoltenberg. Il a également joué avec l'équipe d'Argentine de Coupe Davis.
Il a entraîné Nicolás Massú, David Nalbandian, Guillermo Coria, Marat Safin et José Acasuso. Il a été de fin janvier à septembre 2010 l'entraineur de Richard Gasquet.

## Palmarès

### Titre en simple messieurs
| No | Date       | Nom et lieu du tournoi | Catégorie    | Dotation  | Surface      | Finaliste      | Score    |  |
| -- | ---------- | ---------------------- | ------------ | --------- | ------------ | -------------- | -------- |  |
| 1  | 13-04-1992 | Philips Open, Nice     | World Series | 235 000 $ | Terre (ext.) | Javier Sánchez | 6-4, 6-4 |  |

### Finale en simple messieurs
| No | Date       | Nom et lieu du tournoi                            | Catégorie    | Dotation  | Surface      | Vainqueur         | Score    |  |
| -- | ---------- | ------------------------------------------------- | ------------ | --------- | ------------ | ----------------- | -------- |  |
| 1  | 11-04-1994 | US Men's Clay Court Championship, Birmingham (AL) | World Series | 288 750 $ | Terre (ext.) | Jason Stoltenberg | 6-3, 6-4 |  |

### Titre en double messieurs
| No | Date       | Nom et lieu du tournoi   | Catégorie    | Dotation  | Surface      | Partenaire | Finalistes                   | Score         |  |
| -- | ---------- | ------------------------ | ------------ | --------- | ------------ | ---------- | ---------------------------- | ------------- |  |
| 1  | 03-02-1992 | Chevrolet Classic Maceió | World Series | 130 000 $ | Terre (ext.) | John Sobel | Ricardo Acioly Mauro Menezes | 6-4, 1-6, 7-5 |  |